# Energa
Energa je protu-tenkovska tromblonska granata koja se ispaljuje nakon što ju se namontira na cijev puške. Tromblonska granata je ime Energa dobila po jednoj lihtenštajnskoj firmi koja ju je dizajnirala kao Anstalt für die ENtwicklung von ERfindungen und Gewerblichen Anwendungen.
Tromblonsku granatu je tijekom 1950-ih prvi počeo proizvoditi belgijski Mecar te je bila u uporabi brojnih europskih vojski sve dok ju nije zamijenila američka protuoklopna raketa M72 LAW. Iako više nije u proizvodnji, još uvijek postoje zalihe Energe koja je u službi zemalja Trećeg svijeta.
Južnoafrička vojna industrija Denel proizvodi R1M1, napredniju inačicu Energe.
Izvorna granata Energa može prodrijeti 200 mm oklopa ili 500 mm betona pod kutom udara od 90 stupnjeva. S druge strane, pod kutom udara od 45 stupnjeva, prodor se smanjuje na 100 mm (oklop) odnosno 250 mm (beton).
Poboljšana inačica Super Energa može prodrijeti u 275 mm oklopa ili 600 mm betona.
Fragmentacijski raspon granate Energa iznosi 90 metara.

## Energa u američkoj službi
Na početku Korejskog rata, američka vojska je koristila vlastite tromblonske granate iz ere 2. svjetskog rata koje su bile neučinkovite u probijanju oklopa sovjetskih T-34 tenkova koje su koristile sjevernokorejske snage. To je dovelo do toga da je SAD počeo proizvoditi vlastitu verziju Energe pod nazivom M28. Taj model proizvodio se tijekom 1950-ih i 1960-ih. Izvorno je M28 ispaljivan iz M1 Garand i M1 Karabin pušaka. Od rujna 1952. pa nadalje M28 se ispaljivao s M7A3 nastavka. M29 TP (eng. Training practice) namijenjen obuci vojnika ostao je u službi do 1961. kada ga je zamijenio poboljšani model M31 TP.
M28 je na kraju zamijenjen s tromblonskom granatom M31 HEAT i M72 LAW raketom.

## Energa u britanskoj službi
U britanskoj vojsci Energa je bila poznata pod nazivom Protu-tenkovska granata Br. 94. Bila je dizajnirana kako bi je se ispaljivalo s bacača granata Projector (No. 4 Rifle) Mark 5 koji je bio pričvršćen na  Lee-Enfield pušku. Kasnije je poluautomatska puška L1A1 također mogla ispaljivati tromblonsku granatu ali se to kod nje nije primjenjivalo.
Energa je na kraju zamijenjena s 84 mm beztrzajnim topom Carl Gustav i M72 LAW raketom.

## Energa u južnoafričkoj službi
Južnoafrička inačica R1M1 se koristila tijekom 1970-ih i 1980-ih u pograničnom ratu s Angolom. Vojnici JAR-a lansirali su ovu tromblonsku granatu na FN FAL automatske pušake.

## Inačice
| Inačica      | Dužina   | Težina  | Eksplozivno punjenje | Probijanje oklopa | Max. domet | Efektivni domet |
| ------------ | -------- | ------- | -------------------- | ----------------- | ---------- | --------------- |
| Energa       | 395 mm   | 645 gr. | 331 gr. RDX i TNT    | 200 mm            | 300 m      | 100 m           |
| Super Energa | 425 mm   | 765 gr. | 314 gr. PETN         | 275 mm            | 550 m      | 200 m           |
| Denel R1M1   | ~ 425 mm | 720 gr. | ??? gr. RDX i vosak  | 275 mm            | 375 m      | 75 m            |

## Vanjske poveznice
- Informacije i fotografije o protu-tenkovskoj tromblonskoj granati